# Палац герцогів Бургундських
47°19′19″ пн. ш. 5°02′29″ сх. д. / 47.321944° пн. ш. 5.041389° сх. д.

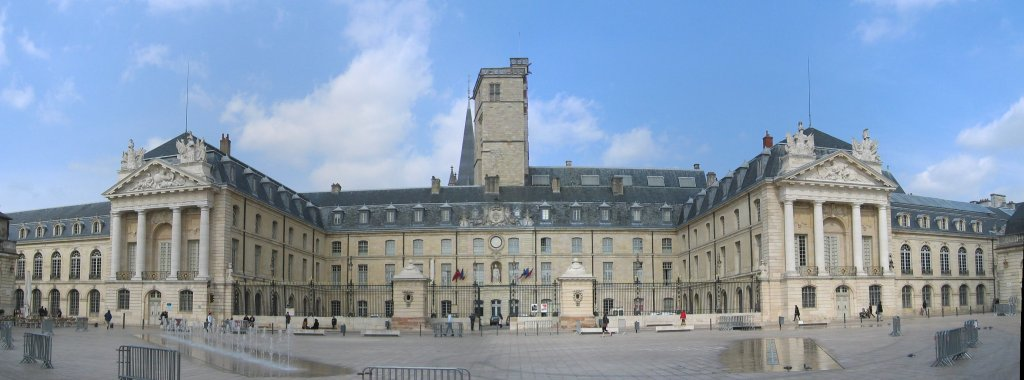
Палац герцогів Бургундських

Палац герцогів Бургундських (фр. Le palais des ducs et des États de Bourgogne) — колишня резиденція герцогів бургундських у столиці Бургундії — місті Діжоні.

## Історія
Найдавніша частина палацу — Барська вежа (фр. la tour de Bar). Її будівництво почалося за Філіпа Відважного в 1365 році. За Філіппа Доброго у 1460 році в резиденції герцогів з'явилася вежа заввишки 46 м, що має його ім'я. Пишні готичні надгробки герцогів Філіпа Сміливого та Іоанна Безстрашного роботи Слютера перенесено до палацу з монастиря Шанмоль.

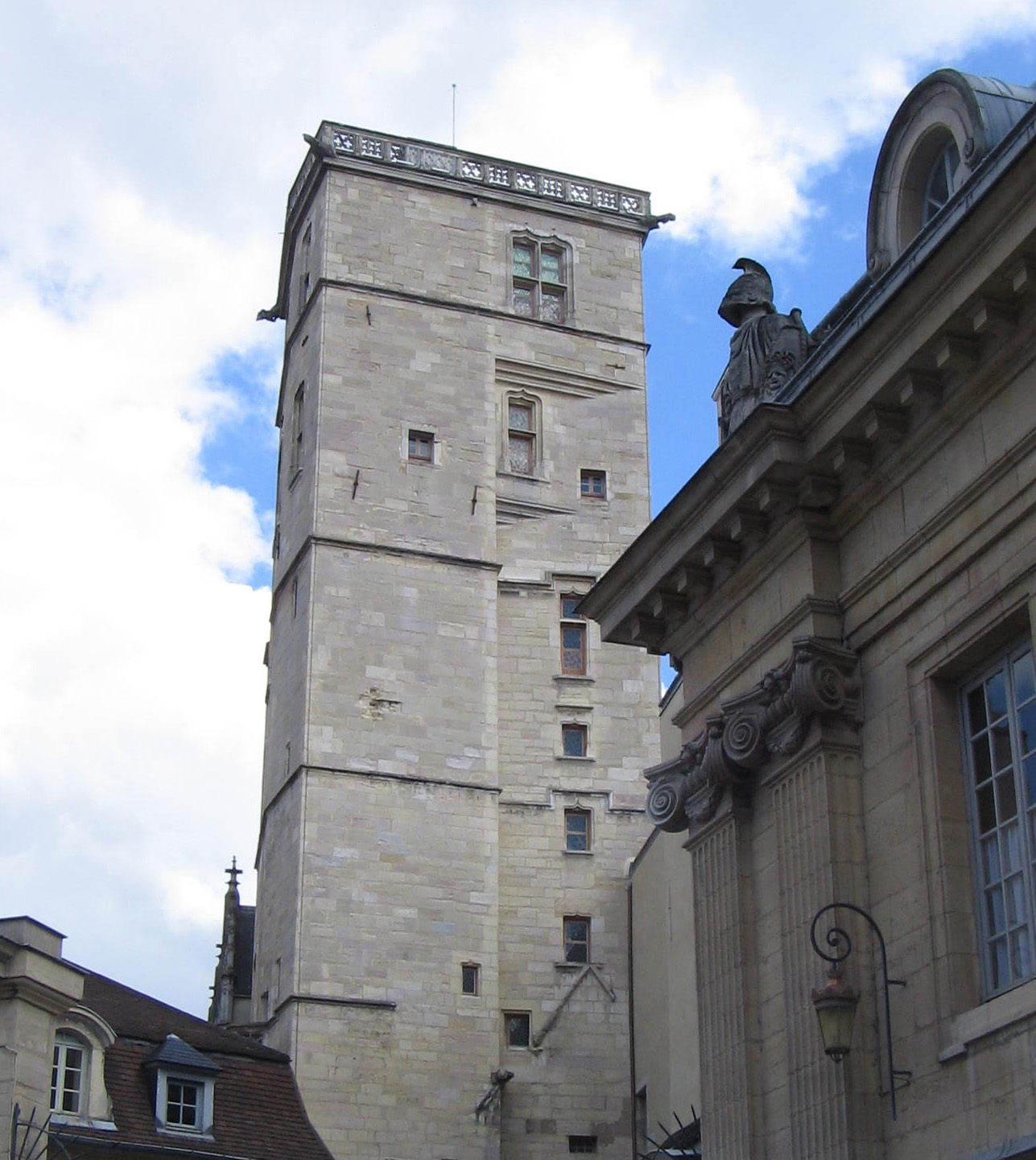
Вежа Філіппа Доброго

Більшість будівель комплексу споруджено в XVII—XVIII століттях у стилі французького класицизму. Зараз у палаці розташовується Діжонський музей образотворчих мистецтв з рідкісними колекціями старофранцузького і старонідерландського живопису.